# Hidoussa
Hidoussa là một thị trấn thuộc tỉnh Batna, Algérie. Dân số thời điểm năm 2002 là 2.529 người.